# Chlorocryptus coreanus
Chlorocryptus coreanus là một loài tò vò trong họ Ichneumonidae.